# .45 Colt
O .45 Colt, que às vezes é chamado cartucho .45 Long Colt (.45 LC) (11.43×33mmR), é um cartucho de armas de mãos que data de 1872. É um cartucho de pólvora negra desenvolvido para o revólver Colt Single Action Army. Este cartucho foi adotado pelo Exército dos Estados Unidos em 1873 e serviu como um cartucho militar oficial para armas de mãos dos EUA por 14 anos. Embora seja às vezes referido como .45 Long Colt ou .45 LC, para diferenciá-lo do muito popular e onipresente .45 ACP, e historicamente, o mais curto .45 S&W Schofield, foi apenas uma designação não oficial pelos intendentes do Exército. Listagens de catálogo atuais de armas de mãos compatíveis que listam os calibres como .45 LC e .45 Colt.  Tanto o Schofield quanto o .45 Colt foram utilizados pelo Exército no mesmo período de tempo antes da adoção do M1887 Govt.